# Joliette (municipalité régionale de comté)
Pour les articles homonymes, voir Joliette.
Joliette est une municipalité régionale de comté (MRC) du Québec située dans la région administrative de Lanaudière. Le chef-lieu de la MRC de Joliette est Joliette. Elle est nommée en l'honneur de Barthélemy Joliette.

## Géographie

### Municipalités
| Nom                       | Statut                  | Population 2021 | Superficie (km2) | Densité (h/km2) | Ref |
| ------------------------- | ----------------------- | --------------- | ---------------- | --------------- | --- |
| Crabtree                  | Ville                   | 4 155           | 25,04            | 165,93          |     |
| Joliette                  | Ville                   | 21 384          | 22,97            | 930,95          |     |
| Notre-Dame-de-Lourdes     | Municipalité            | 3 141           | 35,84            | 87,64           |     |
| Notre-Dame-des-Prairies   | Ville                   | 9 471           | 18,2             | 520,38          |     |
| Saint-Charles-Borromée    | Ville                   | 15 285          | 18,52            | 825,32          |     |
| Saint-Paul                | Municipalité            | 6 566           | 49,11            | 133,7           |     |
| Saint-Pierre              | Municipalité de village | 286             | 9,8              | 29,18           |     |
| Saint-Thomas              | Municipalité            | 3 496           | 94,8             | 36,88           |     |
| Saint-Ambroise-de-Kildare | Municipalité            | 4 090           | 67,72            | 60,4            |     |
| Sainte-Mélanie            | Municipalité            | 3 250           | 76,13            | 42,69           |     |
| Total                     | Total                   | 71 124          | 418,12           | 170,1           |     |

## Démographie
| 1986   | 1991   | 1996   | 2001   | 2006   | 2011   | 2016   | 2021   |
| ------ | ------ | ------ | ------ | ------ | ------ | ------ | ------ |
| 47 177 | 51 051 | 52 845 | 54 157 | 58 354 | 63 551 | 66 550 | 71 124 |